# Верба
Верба — обиходное название некоторых древесных растений, принадлежащих к роду Ива (Salix) или название ветвей этих растений с пушистыми серёжками, которые появляются ранней весной. В русском языке слово «верба» обычно используется для обозначения ивы остролистной (Salix acutifolia), и других видов ив, хотя такое употребление редко встречается в научной литературе и интернет-источниках. В словаре Даля указывается, что вербой называют иву белую, козью, ломкую, а по другим источникам — также и иву волчниковую. 
Широкая вариативность названий вербы в славянских языках и диалектах соответствует её видовому разнообразию. Смешение и неразличение разных видов вербы и функционирование одного названия для разных видов является характернейшей чертой народной ботанической классификации. В основе целой группы названий вербы в славянских диалектах лежит такая особенность дерева, как гибкость, эластичность её ветвей, способных гнуться, сплетаться и т. п.
Верба английском языке Pussy willow — в буквальном переводе «кискина ива». До того, как мужские серёжки этих видов полностью распускаются, они покрыты тонким серым мехом, что приводит к причудливому сходству с крошечными котятами, также известными как «киски». Сережки появляются до листьев и являются одним из самых ранних признаков весны. В другое время года деревья большинства этих видов обычно известны под своими обычными названиями.

## Культурные традиции

### Азия

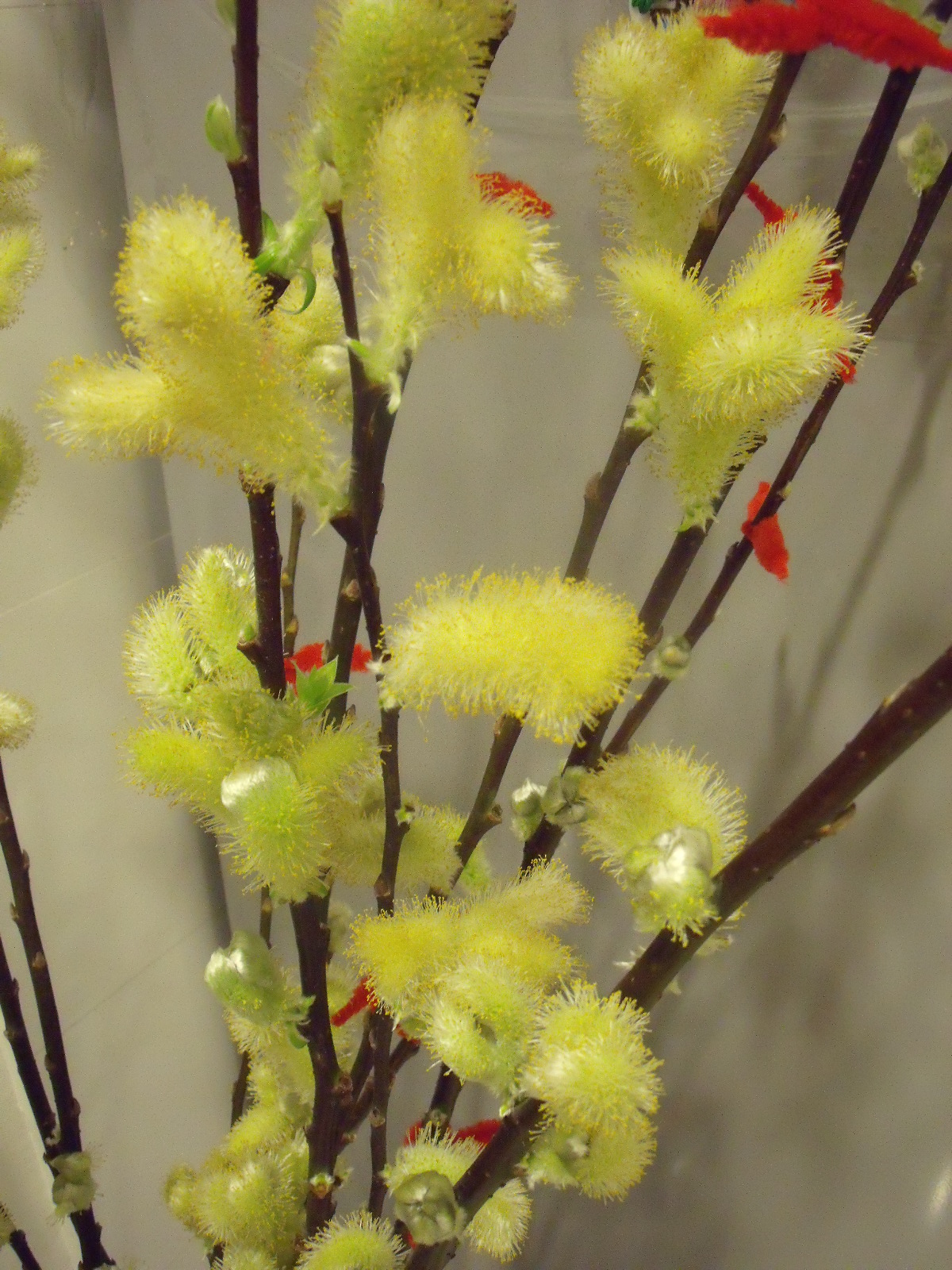
Букет из вербы — украшение на Китайский Новый год

Множество бутонов вербы делают ее любимым цветком на Новый год по лунному календарю. Пушистые белые сережки вербы напоминают шёлк, и вскоре они выпускают молодые побеги цвета зеленого нефрита. В китайской традиции это символизирует приход процветания. Ближе к периоду Лунного Нового года весной стебли растения можно купить у продавцов на рынке дикой природы или в супермаркетах.
После того, как стебли распускаются в доме, их часто украшают золотыми и красными украшениями с изображением цветов и узоров, которые символизируют процветание и счастье. Кусочки войлока красного, розового и жёлтого цветов также являются распространенным украшением в Юго-Восточной Азии.
Сравнение снега и ивовых сережек, сделанное Се Даоюнем, является известной строкой поэзии и используется для обозначения молодых поэтесс, которые рано проявили себя. 

### Христианство

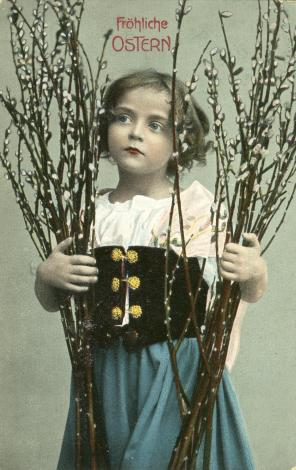
Пасхальная немецкая открытка

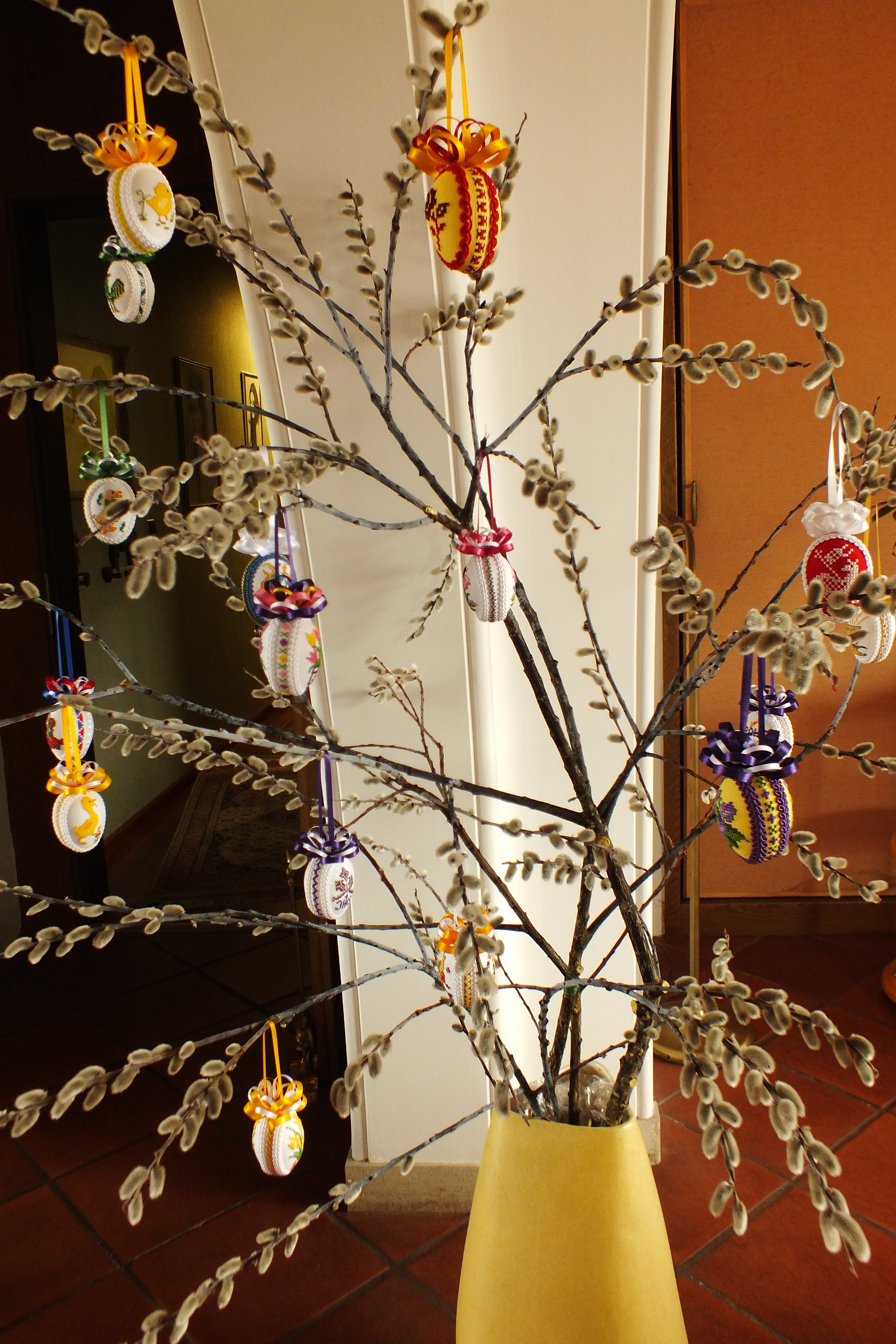
Пасхальный куст из веток вербы, вышитые пасхальные яйца, вышивка крестиком, Пфаффинг, Верхняя Бавария

Цветущие побеги вербы используются христианами как в Европе, так и в Америке для весеннего религиозного украшения в Вербное воскресенье в качестве замены пальмовым ветвям, которые не растут в умеренном и холодном климате. Традиция отсылает к входу Иисуса в Иерусалим, когда его торжественно встречал народ с распустившимися пальмовыми ветвями и устилал ими путь. 
Православные русской и украинской церкви; католики русинской и римской католической церкви (польские, румынские, болгарские, чешские, словацкие, баварские и австрийские католики); финские и балтийские лютеране и православные; и различные другие восточноевропейские народы несут ветви вербы в Вербное воскресенье вместо пальмовых ветвей. Этот обычай сохранился и по сей день среди Украинской православной церкви, румынской православной церкви, русской православной церкви, русинской католической церкви, украинской католической церкви, кашубской католической церкви и польских католиков, эмигрантов в Северную Америку. Иногда в Вербное воскресенье они благословляют и пальмы, и вербы в церкви. Ветви часто сохраняются в течение года в углу с иконой семьи. 
В Германии ветви вербы срезают в Вербное воскресенье или Великий четверг. А Великую субботу их ставят в вазу дома и украшают выдутыми и красочно расписанными яйцами. 
Верба также играет важную роль в польских празднованиях Поливального понедельника, которые продолжают отмечаться и среди поляков-американцев, особенно в районе Буффало, штат Нью-Йорк.

### Средний Восток
В Большом Иране верба может быть частью украшения стола Хафт-Син во время празднования Новруза в первый день весны, а её перегнанные цветы используются в традиционной медицине. 